# Actors' Studio
Actors' Studio (ang. Igralski studio) je poklica igralska šola v New Yorku, ki so jo leta 1947 ustvarili Elia Kazan, Cheryl Crawford in Robert Lewis. Od leta 1951 jo je vodil Lee Strasberg, po njegovi smrti pa sta jo prevzela Ellen Burstyn in Al Pacino. Igralska tehnika šole, zajeta v pojmu metoda, temelji na načelih ruskega igralca, režiserja in pedagoga Konstantina Sergejeviča Stanislavskega, ter na izkušnjah ameriškega gledališča Group Theatre iz 30. let 20. stoletja. Realistični igralski slog Actors' Studia je s povnanjanjem čustev in prepričljivim podajanjem igranega lika pomebno vplival na ameriški film 50. in 60. let 20. stoletja.

## Najuglednejši učenci
- Rod Steiger
- Marlon Brando
- Montgomery Clift
- James Dean
- Marilyn Monroe
- Paul Newman
- Robert de Niro
- Dustin Hoffman
- Anne Bancroft
- Warren Beatty
- Johnny Depp
- Jane Fonda
- Steve Mc Queen
- Al Pacino
- Sidney Poitier
- Julia Roberts
- Mickey Rourke
- Christopher Walken
- Gene Hackman
- Jack Nicholson
- Tennessee Williams